# 王裕华
王裕华，中国政治学者，密歇根大学博士，现任哈佛大学费正清中国研究中心教授。王裕华长期从事比较政治学研究，以古今中国为样本，探寻“国家能力”的构建对于国家与社会发展的意义。

## 人物经历
王裕华本科(2003年)与硕士(2006年)毕业于北京大学政府管理学院，后赴美留学，师从著名中国问题专家李侃如(Kenneth Lieberthal)，获密歇根大学博士学位。
2011至2015年，曾于宾夕法尼亚大学任助理教授4年，后赴哈佛大学任教。 从2015年秋季开始，在哈佛大学政府系任教，每年会讲一门面对本科生和硕士生的中国政府与中国政治的课程，成为政府系最受欢迎的课程之一。
2022年7月起，王裕华成为哈佛大学政府系首位拥有终身教职的中国籍正教授。

## 著作
- The Rise and Fall of Imperial China: The Social Origins of State Development. (Princeton Studies in Contemporary China, Princeton University Press, 2022).
- Tying the Autocrat’s Hands: The Rise of the Rule of Law in China. (Cambridge Studies in Comparative Politics, Cambridge University Press, 2015).[1]